# Euphorbia furcatifolia
Euphorbia furcatifolia är en törelväxtart som beskrevs av Michael George Gilbert. Euphorbia furcatifolia ingår i släktet törlar, och familjen törelväxter.
Artens utbredningsområde är Etiopien. Inga underarter finns listade i Catalogue of Life.